# Triple portrait du cardinal de Richelieu
Le Triple portrait du cardinal de Richelieu est une peinture à l'huile sur toile de l'artiste français Philippe de Champaigne, réalisée vers 1642. Le portrait représente le cardinal de Richelieu sous trois angles : profil droit, de face et profil gauche. La peinture a été réalisée comme étude pour un buste qui devait être réalisé par un sculpteur italien à Rome. Il est, depuis 1869, conservé à la National Gallery de Londres.

## Description
Armand-Jean du Plessis (1585-1642), d'origine noble, devient évêque de Luçon en 1607 à l'âge de 22 ans et devient cardinal en 1622. Premier ministre du roi Louis XIII à partir de 1624, il fut créé duc de Richelieu en 1629. Phillipe de Champaigne était un artiste français de premier plan et membre fondateur de l' Académie de peinture et de sculpture en 1648. Richelieu était un mécène considérable et Champaigne le peignit à plusieurs reprises.
Le cardinal aux cheveux gris, âgé de près de 60 ans, porte une calotte et une cape liturgiques écarlates (peut-être un zucchetto et une mozzetta). Sous le large col d'une chemise blanche, nouée au cou par une cordelette, il porte le ruban bleu caractéristique de l'Ordre du Saint-Esprit (à l'origine du terme « cordon bleu ») auquel est suspendue la croix de Malte de l'Ordre en guise de croix pectorale. Une inscription au-dessus de la tête droite (profil gauche) indique « de ces deux profils, cecy [sic] est le meilleur ».
Le tableau mesure 58,7 × 72,8 cm. Il a été réalisé à Paris par l'atelier de Champaigne d'après son Portrait du cardinal de Richelieu, aujourd'hui démembré (dont il ne reste que le profil droit), comme étude à envoyer à Rome, où le sculpteur italien Francesco Mochi avait été chargé de réaliser une statue (aujourd'hui perdue) pour le château de La Meilleraye, près de Beaulieu-sous-Parthenay, dans le Poitou. Il est probable que cette peinture ait également été utilisée par Le Bernin pour son buste du cardinal de Richelieu de 1641, aujourd'hui conservé au musée du Louvre. Le Bernin avait adopté une méthode similaire pour son Buste du roi Charles Ier (en) en 1636, en utilisant un triple portrait d'Anthony van Dyck, et il est possible que le triple portrait de Charles Ier par Van Dyck ait influencé le triple portrait du cardinal Richelieu par Philippe de Champaigne.
Le tableau a été offert à la National Gallery de Londres en 1869 par l'antiquaire et administrateur de musée anglais Sir Augustus Wollaston Franks .

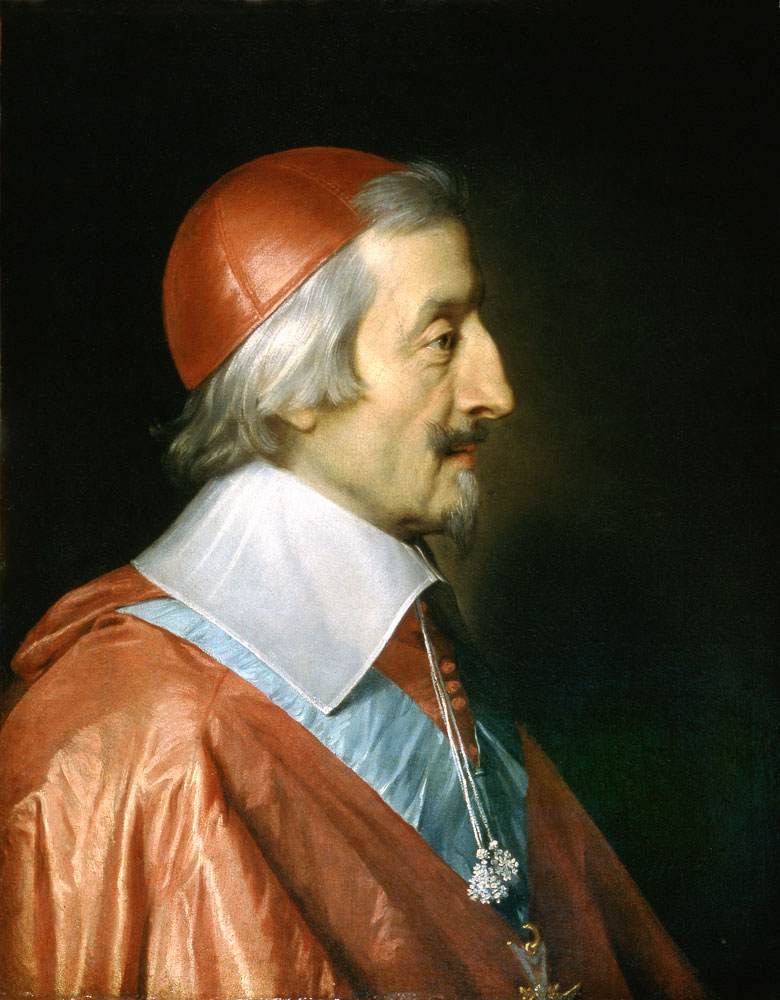
La version originale incomplète : Portrait du Cardinal de Richelieu, Musée des Beaux-Arts de Strasbourg.
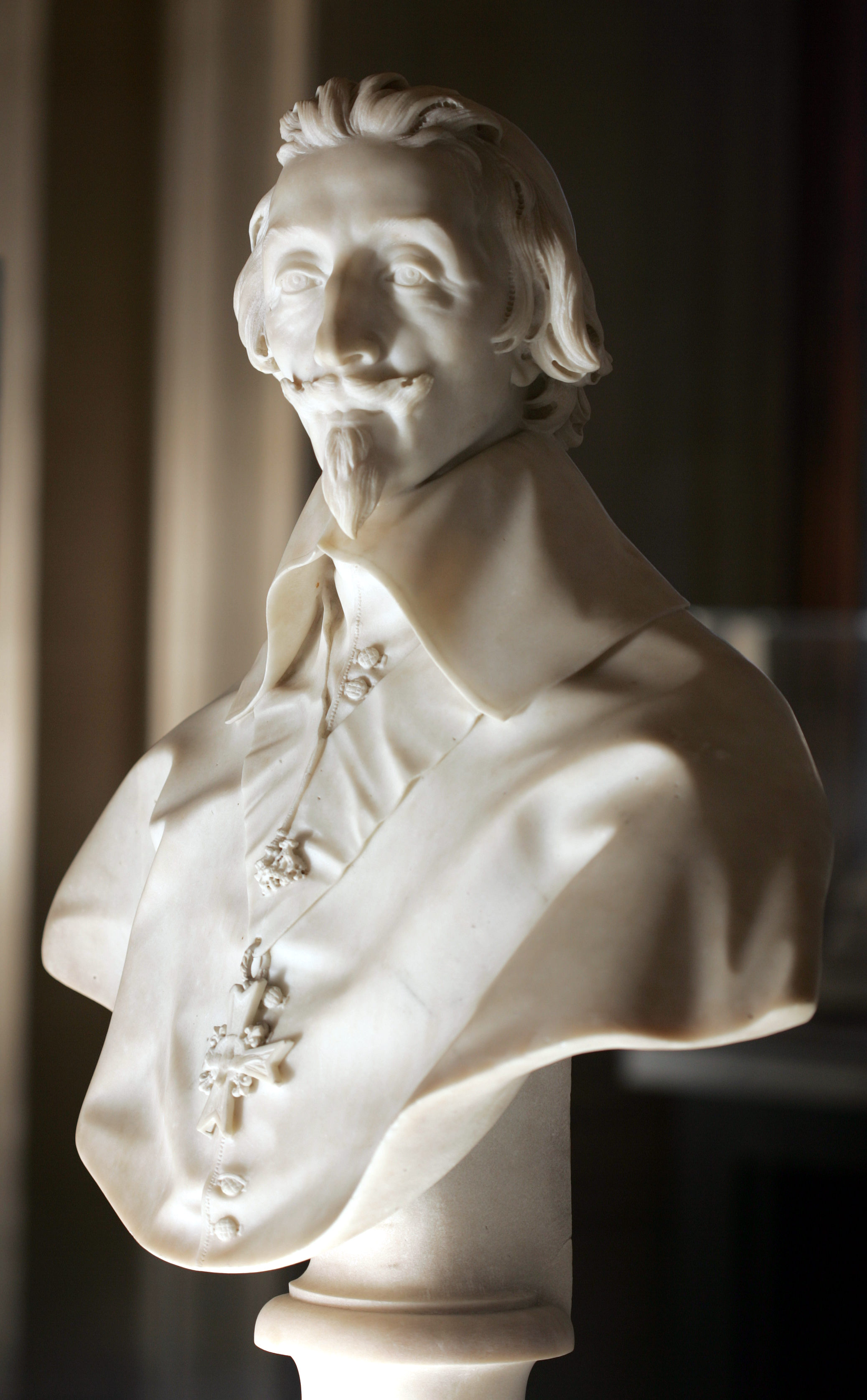
Buste du cardinal de Richelieu, Le Bernin, 1641, Musée du Louvre.
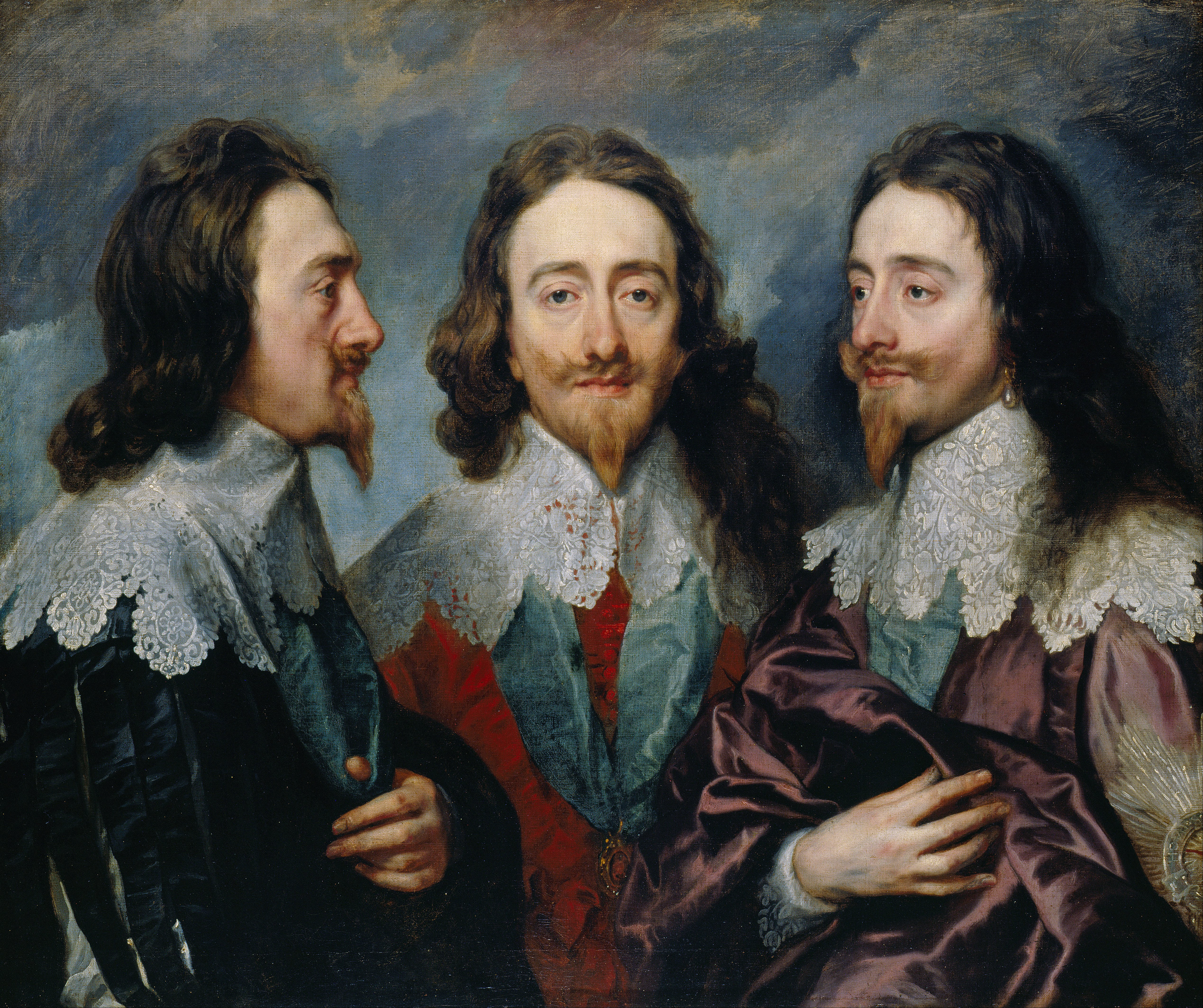
Charles Ier en trois positions, également connu sous le nom de Triple portrait de Charles Ier, Van Dyck, 1635 ou 1636, Royal Collection.